# Groupe A de la Ligue des champions masculine de l'EHF 2017-2018
Navigation
2016-2017 2018-2019
Cet article détaille les matchs du Groupe A de la phase de groupe de la Ligue des champions 2017-2018 de handball organisée par la Fédération européenne de handball.
L'équipe terminant première sa poule est directement qualifiée pour les quarts de finale, les équipes classées de la 2e à la 6e place sont qualifiées pour les huitièmes de finale et les équipes classées aux 7e et 8e places sont éliminées.

## Classement final
| \| \| Équipe \| Pts \| J \| G \| N \| P \| Bp \| Bc \| Diff \| Dép \| \| - \| ------------------ \| --- \| -- \| - \| - \| -- \| --- \| --- \| ---- \| --- \| \| 1 \| Vardar Skopje \| 21 \| 14 \| 9 \| 3 \| 2 \| 390 \| 341 \| 49 \| - \| \| 2 \| FC Barcelone \| 20 \| 14 \| 9 \| 2 \| 3 \| 408 \| 377 \| 31 \| +2 \| \| 3 \| HBC Nantes \| 20 \| 14 \| 9 \| 2 \| 3 \| 402 \| 382 \| 20 \| -2 \| \| 4 \| Rhein-Neckar Löwen \| 17 \| 14 \| 6 \| 5 \| 3 \| 416 \| 391 \| 25 \| - \| \| 5 \| SC Pick Szeged \| 13 \| 14 \| 6 \| 1 \| 7 \| 421 \| 411 \| 10 \| - \| \| 6 \| IFK Kristianstad \| 8 \| 14 \| 3 \| 2 \| 9 \| 355 \| 418 \| -63 \| - \| \| 7 \| Wisła Płock \| 7 \| 14 \| 2 \| 3 \| 9 \| 380 \| 408 \| -28 \| - \| \| 8 \| RK Zagreb \| 6 \| 14 \| 2 \| 2 \| 10 \| 349 \| 396 \| -47 \| - \| | Légende - Directement qualifié pour les quarts de finale - Qualifié pour les huitièmes de finale - Éliminé (7e et 8e place) - Source : Site de l'EHF - Remarque : Barcelone devance Nantes à la différence de buts particulière (56-54) |     |    |   |   |    |     |     |      |     |
| | Équipe | Pts | J  | G | N | P  | Bp  | Bc  | Diff | Dép |
| 1 | Vardar Skopje | 21  | 14 | 9 | 3 | 2  | 390 | 341 | 49   | -   |
| 2 | FC Barcelone | 20  | 14 | 9 | 2 | 3  | 408 | 377 | 31   | +2  |
| 3 | HBC Nantes | 20  | 14 | 9 | 2 | 3  | 402 | 382 | 20   | -2  |
| 4 | Rhein-Neckar Löwen | 17  | 14 | 6 | 5 | 3  | 416 | 391 | 25   | -   |
| 5 | SC Pick Szeged | 13  | 14 | 6 | 1 | 7  | 421 | 411 | 10   | -   |
| 6 | IFK Kristianstad | 8   | 14 | 3 | 2 | 9  | 355 | 418 | -63  | -   |
| 7 | Wisła Płock | 7   | 14 | 2 | 3 | 9  | 380 | 408 | -28  | -   |
| 8 | RK Zagreb | 6   | 14 | 2 | 2 | 10 | 349 | 396 | -47  | -   |

## Détail des matchs

### Journée 1
| 16 septembre 2017 16h30 | IFK Kristianstad  | 28 – 28   | RK Zagreb          | Kristianstad Arena, Kristianstad Affluence : 4 040 Arbitrage : Zotin, Volodkov |
| 16 septembre 2017 16h30 | Albin Lagergren 8 | (14 - 16) | Stipe Mandalinić 8 | Kristianstad Arena, Kristianstad Affluence : 4 040 Arbitrage : Zotin, Volodkov |
| 16 septembre 2017 16h30 | ×2 ×1             | Rapport   | ×3                 | Kristianstad Arena, Kristianstad Affluence : 4 040 Arbitrage : Zotin, Volodkov |

| 17 septembre 2017 19h00 | Wisła Płock     | 22 – 26  | Vardar Skopje  | Orlen Arena, Płock Affluence : 4 750 Arbitrage : López, Ramírez |
| 17 septembre 2017 19h00 | Michał Daszek 6 | (9 – 13) | Vuko Borozan 5 | Orlen Arena, Płock Affluence : 4 750 Arbitrage : López, Ramírez |
| 17 septembre 2017 19h00 | ×2 ×5           | Rapport  | ×4 ×5          | Orlen Arena, Płock Affluence : 4 750 Arbitrage : López, Ramírez |

| 17 septembre 2017 19h30 | Rhein-Neckar Löwen | 31 – 31   | FC Barcelone | SAP Arena, Mannheim Affluence : 6 059 Arbitrage : Gjeding, Hansen |
| 17 septembre 2017 19h30 | Hendrik Pekeler 7  | (12 – 18) | Dika Mem 7   | SAP Arena, Mannheim Affluence : 6 059 Arbitrage : Gjeding, Hansen |
| 17 septembre 2017 19h30 | ×2 ×6              | Rapport   | ×2 ×5        | SAP Arena, Mannheim Affluence : 6 059 Arbitrage : Gjeding, Hansen |

| 17 septembre 2017 19h30 | HBC Nantes      | 30 – 26   | SC Pick Szeged | Salle de la Trocardière, Nantes Affluence : 4 090 Arbitrage : Nikolov, Nachevski |
| 17 septembre 2017 19h30 | Dominik Klein 6 | (18 – 15) | Zsolt Balogh 5 | Salle de la Trocardière, Nantes Affluence : 4 090 Arbitrage : Nikolov, Nachevski |
| 17 septembre 2017 19h30 | ×2 ×1           | Rapport   | ×3             | Salle de la Trocardière, Nantes Affluence : 4 090 Arbitrage : Nikolov, Nachevski |

### Journée 2
| 20 septembre 2017 18h30 | Rhein-Neckar Löwen | 31 – 27   | Wisła Płock     | Sportzentrum, St. Leon-Rot Affluence : 1 152 Arbitrage : Elíasson, Pálsson |
| 20 septembre 2017 18h30 | 2 joueurs 6        | (13 - 13) | Michał Daszek 6 | Sportzentrum, St. Leon-Rot Affluence : 1 152 Arbitrage : Elíasson, Pálsson |
| 20 septembre 2017 18h30 | ×3 ×1              | Rapport   | ×2 ×3           | Sportzentrum, St. Leon-Rot Affluence : 1 152 Arbitrage : Elíasson, Pálsson |

| 23 septembre 2017 17h30 | Vardar Skopje             | 27 – 23   | HBC Nantes       | Centre sportif Yané Sandanski, Skopje Affluence : 5 050 Arbitrage : Brunovský, Čanda |
| 23 septembre 2017 17h30 | Rogério Moraes Ferreira 6 | (14 - 10) | Quatre joueurs 4 | Centre sportif Yané Sandanski, Skopje Affluence : 5 050 Arbitrage : Brunovský, Čanda |
| 23 septembre 2017 17h30 | ×2                        | Rapport   | ×3 ×1            | Centre sportif Yané Sandanski, Skopje Affluence : 5 050 Arbitrage : Brunovský, Čanda |

| 23 septembre 2017 18h00 | FC Barcelone    | 31 – 29   | IFK Kristianstad | Palau Blaugrana, Barcelone Affluence : 2 200 Arbitrage : Gousko, Repkin |
| 23 septembre 2017 18h00 | Valero Rivera 9 | (15 - 12) | Tim Sørensen 6   | Palau Blaugrana, Barcelone Affluence : 2 200 Arbitrage : Gousko, Repkin |
| 23 septembre 2017 18h00 | ×3              | Rapport   | ×6               | Palau Blaugrana, Barcelone Affluence : 2 200 Arbitrage : Gousko, Repkin |

| 23 septembre 2017 20h00 | RK Zagreb   | 23 – 28   | SC Pick Szeged | Arena Zagreb, Zagreb Affluence : 7 237 Arbitrage : Erdoğan, Özdeniz |
| 23 septembre 2017 20h00 | 2 joueurs 5 | (12 - 17) | Zsolt Balogh 8 | Arena Zagreb, Zagreb Affluence : 7 237 Arbitrage : Erdoğan, Özdeniz |
| 23 septembre 2017 20h00 | ×4          | Rapport   | ×2 ×6          | Arena Zagreb, Zagreb Affluence : 7 237 Arbitrage : Erdoğan, Özdeniz |

### Journée 3
| 27 septembre 2017 18h30 | HBC Nantes      | 26 – 26   | Rhein-Neckar Löwen | Salle de la Trocardière, Nantes Affluence : 4 010 Arbitrage : Santos, Fonseca |
| 27 septembre 2017 18h30 | Kiril Lazarov 6 | (15 - 16) | Andy Schmid 8      | Salle de la Trocardière, Nantes Affluence : 4 010 Arbitrage : Santos, Fonseca |
| 27 septembre 2017 18h30 | ×1 ×2           | Rapport   | ×1                 | Salle de la Trocardière, Nantes Affluence : 4 010 Arbitrage : Santos, Fonseca |

| 1er octobre 2017 17h00 | SC Pick Szeged | 36 – 27   | IFK Kristianstad | Városi Sportcsarnok, Szeged Affluence : 3 200 Arbitrage : Vesovic, Mitrovic |
| 1er octobre 2017 17h00 | Richárd Bodó 7 | (20 - 11) | Viktor Hallen 7  | Városi Sportcsarnok, Szeged Affluence : 3 200 Arbitrage : Vesovic, Mitrovic |
| 1er octobre 2017 17h00 | ×3             | Rapport   | ×2 ×4            | Városi Sportcsarnok, Szeged Affluence : 3 200 Arbitrage : Vesovic, Mitrovic |

| 1er octobre 2017 17h00 | Vardar Skopje | 28 – 21   | RK Zagreb          | Sport Center Jane Sandanski, Zagreb Affluence : 4 300 Arbitrage : Sondors, Licis |
| 1er octobre 2017 17h00 | 2 joueurs 4   | (13 - 10) | Stipe Mandalinić 9 | Sport Center Jane Sandanski, Zagreb Affluence : 4 300 Arbitrage : Sondors, Licis |
| 1er octobre 2017 17h00 | ×2 ×3         | Rapport   | ×2 ×6              | Sport Center Jane Sandanski, Zagreb Affluence : 4 300 Arbitrage : Sondors, Licis |

| 1er octobre 2017 19h00 | Wisła Płock | 30 – 37  | FC Barcelone   | Orlen Arena, Płock Affluence : 5 400 Arbitrage : Cacador, Nicolau |
| 1er octobre 2017 19h00 | 2 joueurs 4 | (13 -21) | Wael Jallouz 6 | Orlen Arena, Płock Affluence : 5 400 Arbitrage : Cacador, Nicolau |
| 1er octobre 2017 19h00 | ×3 ×2       | Rapport  | ×3 ×2          | Orlen Arena, Płock Affluence : 5 400 Arbitrage : Cacador, Nicolau |

### Journée 4
| 7 octobre 2017 17h30 | SC Pick Szeged | 26 – 26   | Vardar Skopje  | Városi Sportcsarnok, Szeged Affluence : 3 200 Arbitrage : Gousko, Repkin |
| 7 octobre 2017 17h30 | Denis Buntić 5 | (14 - 13) | Vuko Borozan 8 | Városi Sportcsarnok, Szeged Affluence : 3 200 Arbitrage : Gousko, Repkin |
| 7 octobre 2017 17h30 | ×2 ×4          | Rapport   | ×4 ×2          | Városi Sportcsarnok, Szeged Affluence : 3 200 Arbitrage : Gousko, Repkin |

| 7 octobre 2017 17h30 | IFK Kristianstad     | 22 – 35   | Rhein-Neckar Löwen | Kristianstad Arena, Kristianstad Affluence : 5 017 Arbitrage : Pichon, Reveret |
| 7 octobre 2017 17h30 | Ólafur Guðmundsson 6 | (12 - 18) | 2 joueurs 7        | Kristianstad Arena, Kristianstad Affluence : 5 017 Arbitrage : Pichon, Reveret |
| 7 octobre 2017 17h30 | ×2                   | Rapport   | ×1 ×4              | Kristianstad Arena, Kristianstad Affluence : 5 017 Arbitrage : Pichon, Reveret |

| 7 octobre 2017 20h00 | FC Barcelone | 31 – 25   | HBC Nantes  | Palau Blaugrana, Barcelone Affluence : 2 891 Arbitrage : Geipel, Helbig |
| 7 octobre 2017 20h00 | 2 joueurs 6  | (13 - 16) | 2 joueurs 5 | Palau Blaugrana, Barcelone Affluence : 2 891 Arbitrage : Geipel, Helbig |
| 7 octobre 2017 20h00 | ×2           | Rapport   | ×3 ×2       | Palau Blaugrana, Barcelone Affluence : 2 891 Arbitrage : Geipel, Helbig |

| 8 octobre 2017 17h00 | RK Zagreb           | 28 – 28   | Wisła Płock | Arena Zagreb, Zagreb Affluence : 6 000 Arbitrage : Horáček, Novotný |
| 8 octobre 2017 17h00 | Stipe Mandalinić 10 | (18 - 16) | 2 joueurs 5 | Arena Zagreb, Zagreb Affluence : 6 000 Arbitrage : Horáček, Novotný |
| 8 octobre 2017 17h00 | ×3                  | Rapport   | ×2 ×6       | Arena Zagreb, Zagreb Affluence : 6 000 Arbitrage : Horáček, Novotný |

### Journée 5
| 11 octobre 2017 18h00 | Wisła Płock     | 27 – 33   | SC Pick Szeged | Orlen Arena, Płock Affluence : 3 500 Arbitrage : Pavicevic, Raznatovic |
| 11 octobre 2017 18h00 | Michał Daszek 7 | (12 - 15) | Denis Buntić 5 | Orlen Arena, Płock Affluence : 3 500 Arbitrage : Pavicevic, Raznatovic |
| 11 octobre 2017 18h00 | ×3 ×4           | Rapport   | ×2 ×5          | Orlen Arena, Płock Affluence : 3 500 Arbitrage : Pavicevic, Raznatovic |

| 12 octobre 2017 21h00 | Rhein-Neckar Löwen | 31 – 24   | RK Zagreb        | SAP Arena, Mannheim Affluence : 2 945 Arbitrage : Cacador, Nicolau |
| 12 octobre 2017 21h00 | Hendrik Pekeler 8  | (15 - 11) | Žarko Marković 7 | SAP Arena, Mannheim Affluence : 2 945 Arbitrage : Cacador, Nicolau |
| 12 octobre 2017 21h00 | ×3                 | Rapport   | ×1               | SAP Arena, Mannheim Affluence : 2 945 Arbitrage : Cacador, Nicolau |

| 14 octobre 2017 17h30 | HBC Nantes         | 34 – 25   | IFK Kristianstad  | Salle de la Trocardière, Nantes Affluence : 4 124 Arbitrage : Sigurjónsson, Petursson |
| 14 octobre 2017 17h30 | Nicolas Tournat 10 | (19 - 11) | Tim D. Sörensen 6 | Salle de la Trocardière, Nantes Affluence : 4 124 Arbitrage : Sigurjónsson, Petursson |
| 14 octobre 2017 17h30 | ×4                 | Rapport   | ×3 ×5             | Salle de la Trocardière, Nantes Affluence : 4 124 Arbitrage : Sigurjónsson, Petursson |

| 14 octobre 2017 17h30 | Vardar Skopje  | 27 – 24   | FC Barcelone    | Centre sportif Yané Sandanski, Skopje Affluence : 5 500 Arbitrage : Mazeika, Gatelis |
| 14 octobre 2017 17h30 | Vuko Borozan 6 | (16 - 12) | Valero Rivera 8 | Centre sportif Yané Sandanski, Skopje Affluence : 5 500 Arbitrage : Mazeika, Gatelis |
| 14 octobre 2017 17h30 | ×3 ×5          | Rapport   | ×3              | Centre sportif Yané Sandanski, Skopje Affluence : 5 500 Arbitrage : Mazeika, Gatelis |

### Journée 6
| 4 novembre 2017 18h00 | IFK Kristianstad | 23 – 26   | Vardar Skopje | Kristianstad Arena, Kristianstad Affluence : 4 030 Arbitrage : Santos, Fonseca |
| 4 novembre 2017 18h00 | 2 joueurs 4      | (10 - 15) | 3 joueurs 7   | Kristianstad Arena, Kristianstad Affluence : 4 030 Arbitrage : Santos, Fonseca |
| 4 novembre 2017 18h00 | ×2 ×4            | Rapport   | ×1 ×3         | Kristianstad Arena, Kristianstad Affluence : 4 030 Arbitrage : Santos, Fonseca |

| 4 novembre 2017 18h00 | FC Barcelone | 32 – 22  | RK Zagreb   | Palau Blaugrana, Barcelone Affluence : 3 410 Arbitrage : Pichon, Reveret |
| 4 novembre 2017 18h00 | 2 joueurs 5  | (17 - 8) | 2 joueurs 5 | Palau Blaugrana, Barcelone Affluence : 3 410 Arbitrage : Pichon, Reveret |
| 4 novembre 2017 18h00 | ×2 ×3        | Rapport  | ×3 ×2       | Palau Blaugrana, Barcelone Affluence : 3 410 Arbitrage : Pichon, Reveret |

| 5 novembre 2017 17h15 | SC Pick Szeged | 31 – 34   | Rhein-Neckar Löwen | Városi Sportcsarnok, Szeged Affluence : 3 200 Arbitrage : Horáček, Novotný |
| 5 novembre 2017 17h15 | 2 joueurs 5    | (14 - 19) | Andy Schmid 9      | Városi Sportcsarnok, Szeged Affluence : 3 200 Arbitrage : Horáček, Novotný |
| 5 novembre 2017 17h15 | ×3 ×2          | Rapport   | ×3                 | Városi Sportcsarnok, Szeged Affluence : 3 200 Arbitrage : Horáček, Novotný |

| 5 novembre 2017 19h00 | Wisła Płock | 30 – 32   | HBC Nantes       | Orlen Arena, Płock Affluence : 4 100 Arbitrage : Konjicanin, Konjicanin |
| 5 novembre 2017 19h00 | 2 joueurs 5 | (13 - 16) | David Balaguer 9 | Orlen Arena, Płock Affluence : 4 100 Arbitrage : Konjicanin, Konjicanin |
| 5 novembre 2017 19h00 | ×3          | Rapport   | ×2 ×3            | Orlen Arena, Płock Affluence : 4 100 Arbitrage : Konjicanin, Konjicanin |

### Journée 7
| 11 novembre 2017 16h00 | IFK Kristianstad     | 25 – 24   | Wisła Płock   | Kristianstad Arena, Kristianstad Affluence : 3 859 Arbitrage : Kirkholm Madsen, Mortensen |
| 11 novembre 2017 16h00 | Philip Henningsson 5 | (15 - 10) | José Toledo 6 | Kristianstad Arena, Kristianstad Affluence : 3 859 Arbitrage : Kirkholm Madsen, Mortensen |
| 11 novembre 2017 16h00 | ×2 ×3                | Rapport   | ×3 ×4         | Kristianstad Arena, Kristianstad Affluence : 3 859 Arbitrage : Kirkholm Madsen, Mortensen |

| 11 novembre 2017 17h30 | SC Pick Szeged | 30 – 33   | HBC Nantes  | Városi Sportcsarnok, Szeged Affluence : 3 200 Arbitrage : Pandzic, Mosorinski |
| 11 novembre 2017 17h30 | Balogh Zsolt 6 | (15 - 17) | 2 joueurs 6 | Városi Sportcsarnok, Szeged Affluence : 3 200 Arbitrage : Pandzic, Mosorinski |
| 11 novembre 2017 17h30 | ×2             | Rapport   | ×4 ×2       | Városi Sportcsarnok, Szeged Affluence : 3 200 Arbitrage : Pandzic, Mosorinski |

| 11 novembre 2017 20h00 | RK Zagreb          | 23 – 29   | Vardar Skopje | Arena Zagreb, Zagreb Affluence : 9 200 Arbitrage : Eliasson, Palsson |
| 11 novembre 2017 20h00 | Stipe Mandalinić 6 | (10 - 15) | Ivan Čupić 7  | Arena Zagreb, Zagreb Affluence : 9 200 Arbitrage : Eliasson, Palsson |
| 11 novembre 2017 20h00 | ×4 ×3              | Rapport   | ×3            | Arena Zagreb, Zagreb Affluence : 9 200 Arbitrage : Eliasson, Palsson |

| 12 novembre 2017 19h00 | FC Barcelone | 26 – 26   | Rhein-Neckar Löwen | Palau Blaugrana, Barcelone Affluence : 5 154 Arbitrage : Jurinovic, Mrvica |
| 12 novembre 2017 19h00 | Dika Mem 8   | (13 - 13) | Momir Rnić 9       | Palau Blaugrana, Barcelone Affluence : 5 154 Arbitrage : Jurinovic, Mrvica |
| 12 novembre 2017 19h00 | ×2 ×1        | Rapport   | ×2                 | Palau Blaugrana, Barcelone Affluence : 5 154 Arbitrage : Jurinovic, Mrvica |

### Journée 8
| 18 novembre 2017 17h30 | Vardar Skopje  | 30 – 26   | Rhein-Neckar Löwen | Centre sportif Yané Sandanski, Skopje Affluence : 5 500 Arbitrage : Dinu, Din |
| 18 novembre 2017 17h30 | Vuko Borozan 7 | (17 - 13) | 2 joueurs 5        | Centre sportif Yané Sandanski, Skopje Affluence : 5 500 Arbitrage : Dinu, Din |
| 18 novembre 2017 17h30 | ×3 ×4          | Rapport   | ×2 ×4              | Centre sportif Yané Sandanski, Skopje Affluence : 5 500 Arbitrage : Dinu, Din |

| 19 novembre 2017 17h00 | SC Pick Szeged | 31 – 28   | FC Barcelone         | Városi Sportcsarnok, Szeged Affluence : 3 200 Arbitrage : Zotin,Volodkov |
| 19 novembre 2017 17h00 | Zsolt Balogh 9 | (16 - 13) | Timothey N'Guessan 7 | Városi Sportcsarnok, Szeged Affluence : 3 200 Arbitrage : Zotin,Volodkov |
| 19 novembre 2017 17h00 | ×3 ×5          | Rapport   | ×3 ×2                | Városi Sportcsarnok, Szeged Affluence : 3 200 Arbitrage : Zotin,Volodkov |

| 19 novembre 2017 17h00 | HBC Nantes       | 28 – 27   | RK Zagreb       | Salle de la Trocardière, Nantes Affluence : 4 319 Arbitrage : Raluy Lopez, Sabroso Ramirez |
| 19 novembre 2017 17h00 | Senjamin Burić 6 | (13 - 12) | Damir Bičanić 6 | Salle de la Trocardière, Nantes Affluence : 4 319 Arbitrage : Raluy Lopez, Sabroso Ramirez |
| 19 novembre 2017 17h00 | ×1 ×4            | Rapport   | ×3              | Salle de la Trocardière, Nantes Affluence : 4 319 Arbitrage : Raluy Lopez, Sabroso Ramirez |

| 19 novembre 2017 18h30 | Wisła Płock     | 25 – 25   | IFK Kristianstad | Orlen Arena, Płock Affluence : 4 000 Arbitrage : Lah, Sok |
| 19 novembre 2017 18h30 | Michał Daszek 7 | (13 - 13) | Tim Sörensen 7   | Orlen Arena, Płock Affluence : 4 000 Arbitrage : Lah, Sok |
| 19 novembre 2017 18h30 | ×3 ×4           | Rapport   | ×1 ×5            | Orlen Arena, Płock Affluence : 4 000 Arbitrage : Lah, Sok |

### Journée 9
| 23 novembre 2017 19h00 | RK Zagreb        | 24 – 32   | FC Barcelone | Arena Zagreb, Zagreb Affluence : 9 357 Arbitrage : Kirkholm Madsen, Mortensen |
| 23 novembre 2017 19h00 | Žarko Marković 6 | (11 - 16) | 2 joueurs 7  | Arena Zagreb, Zagreb Affluence : 9 357 Arbitrage : Kirkholm Madsen, Mortensen |
| 23 novembre 2017 19h00 | ×2               | Rapport   | ×1 ×2        | Arena Zagreb, Zagreb Affluence : 9 357 Arbitrage : Kirkholm Madsen, Mortensen |

| 25 novembre 2017 17h30 | HBC Nantes       | 32 – 30   | Wisła Płock       | Salle de la Trocardière, Nantes Affluence : 4 016 Arbitrage : Mazeika, Gatelis |
| 25 novembre 2017 17h30 | Senjamin Burić 7 | (18 - 12) | Gilberto Duarte 5 | Salle de la Trocardière, Nantes Affluence : 4 016 Arbitrage : Mazeika, Gatelis |
| 25 novembre 2017 17h30 | ×1 ×2            | Rapport   | ×2 ×5             | Salle de la Trocardière, Nantes Affluence : 4 016 Arbitrage : Mazeika, Gatelis |

| 26 novembre 2017 19h00 | Rhein-Neckar Löwen | 21 – 21   | Vardar Skopje    | SAP Arena, Mannheim Affluence : 4 251 Arbitrage : Zotin, Volodkov |
| 26 novembre 2017 19h00 | 2 joueurs 4        | (11 - 11) | Timour Dibirov 5 | SAP Arena, Mannheim Affluence : 4 251 Arbitrage : Zotin, Volodkov |
| 26 novembre 2017 19h00 | ×4 ×3              | Rapport   | ×3 ×2            | SAP Arena, Mannheim Affluence : 4 251 Arbitrage : Zotin, Volodkov |

| 26 novembre 2017 19h00 | IFK Kristianstad   | 33 – 32   | SC Pick Szeged | Kristianstad Arena, Kristianstad Affluence : 4 110 Arbitrage : Sondors, Licis |
| 26 novembre 2017 19h00 | Albin Lagergren 12 | (16 - 13) | Zsolt Balogh 7 | Kristianstad Arena, Kristianstad Affluence : 4 110 Arbitrage : Sondors, Licis |
| 26 novembre 2017 19h00 | ×2 ×1              | Rapport   | ×2 ×1          | Kristianstad Arena, Kristianstad Affluence : 4 110 Arbitrage : Sondors, Licis |

### Journée 10
| 29 novembre 2017 19h00 | RK Zagreb       | 30 – 26   | Rhein-Neckar Löwen        | Arena Zagreb, Zagreb Affluence : 3 738 Arbitrage : Brunovský, Čanda |
| 29 novembre 2017 19h00 | Zlatko Horvat 8 | (17 - 13) | Guðjón Valur Sigurðsson 9 | Arena Zagreb, Zagreb Affluence : 3 738 Arbitrage : Brunovský, Čanda |
| 29 novembre 2017 19h00 | ×3 ×4           | Rapport   | ×4 ×2                     | Arena Zagreb, Zagreb Affluence : 3 738 Arbitrage : Brunovský, Čanda |

| 2 décembre 2017 16h00 | SC Pick Szeged | 24 – 25   | Wisła Płock   | Városi Sportcsarnok, Szeged Affluence : 3 100 Arbitrage : Tzaferopoulos, Bethmann |
| 2 décembre 2017 16h00 | Balogh Zsolt 6 | (12 - 14) | José Toledo 7 | Városi Sportcsarnok, Szeged Affluence : 3 100 Arbitrage : Tzaferopoulos, Bethmann |
| 2 décembre 2017 16h00 | ×3 ×2          | Rapport   | ×4 ×5         | Városi Sportcsarnok, Szeged Affluence : 3 100 Arbitrage : Tzaferopoulos, Bethmann |

| 2 décembre 2017 17h30 | Vardar Skopje    | 31 – 15  | IFK Kristianstad  | Centre sportif Yané Sandanski, Skopje Affluence : 5 000 Arbitrage : Kouz, Zhoba |
| 2 décembre 2017 17h30 | Timour Dibirov 7 | (14 - 8) | Tim D. Sörensen 4 | Centre sportif Yané Sandanski, Skopje Affluence : 5 000 Arbitrage : Kouz, Zhoba |
| 2 décembre 2017 17h30 | ×3 ×4            | Rapport  | ×3 ×5             | Centre sportif Yané Sandanski, Skopje Affluence : 5 000 Arbitrage : Kouz, Zhoba |

| 2 décembre 2017 20h45 | HBC Nantes       | 29 – 25   | FC Barcelone | Salle de la Trocardière, Nantes Affluence : 10 000 Arbitrage : Gousko, Repkin |
| 2 décembre 2017 20h45 | David Balaguer 5 | (16 - 11) | Dika Mem 6   | Salle de la Trocardière, Nantes Affluence : 10 000 Arbitrage : Gousko, Repkin |
| 2 décembre 2017 20h45 | ×3 ×2            | Rapport   | ×3 ×1        | Salle de la Trocardière, Nantes Affluence : 10 000 Arbitrage : Gousko, Repkin |

### Journée 11
| 10 février 2018 16h00 | Wisła Płock | 27 – 24   | RK Zagreb       | Orlen Arena, Płock Affluence : 3 990 Arbitrage : Kirkholm Madsen, Mortensen |
| 10 février 2018 16h00 | Šime Ivić 5 | (13 - 10) | Damir Bičanić 8 | Orlen Arena, Płock Affluence : 3 990 Arbitrage : Kirkholm Madsen, Mortensen |
| 10 février 2018 16h00 | ×2 ×3       | Rapport   | ×2 ×3           | Orlen Arena, Płock Affluence : 3 990 Arbitrage : Kirkholm Madsen, Mortensen |

| 10 février 2018 17h30 | IFK Kristianstad     | 26 – 31   | HBC Nantes        | Kristianstad Arena, Kristianstad Affluence : 3 816 Arbitrage : Horacek, Novotny |
| 10 février 2018 17h30 | Ólafur Guðmundsson 9 | (12 - 13) | David Balaguer 11 | Kristianstad Arena, Kristianstad Affluence : 3 816 Arbitrage : Horacek, Novotny |
| 10 février 2018 17h30 | ×2                   | Rapport   | ×2 ×5             | Kristianstad Arena, Kristianstad Affluence : 3 816 Arbitrage : Horacek, Novotny |

| 10 février 2018 18h00 | FC Barcelone   | 29 – 28   | Vardar Skopje       | Palau Blaugrana, Barcelone Affluence : 4 219 Arbitrage : Gjeding, Hansen |
| 10 février 2018 18h00 | Wael Jallouz 6 | (15 - 14) | Dainis Krištopāns 7 | Palau Blaugrana, Barcelone Affluence : 4 219 Arbitrage : Gjeding, Hansen |
| 10 février 2018 18h00 | Rapport        |           |                     | Palau Blaugrana, Barcelone Affluence : 4 219 Arbitrage : Gjeding, Hansen |

| 11 février 2018 17h00 | Rhein-Neckar Löwen   | 35 – 37   | SC Pick Szeged | SAP Arena, Mannheim Affluence : 2 000 Arbitrage : Santos, Fonseca |
| 11 février 2018 17h00 | Mads Mensah Larsen 8 | (17 - 15) | Ivan Srsen 7   | SAP Arena, Mannheim Affluence : 2 000 Arbitrage : Santos, Fonseca |
| 11 février 2018 17h00 | ×2                   | Rapport   | ×1             | SAP Arena, Mannheim Affluence : 2 000 Arbitrage : Santos, Fonseca |

### Journée 12
| 17 février 2018 19h30 | FC Barcelone   | 28 - 27   | Wisła Płock | Palau Blaugrana, Barcelone Affluence : 2 515 Arbitrage : Sondors, Līcis |
| 17 février 2018 19h30 | Jure Dolenec 6 | (14 - 15) | 2 joueurs 5 | Palau Blaugrana, Barcelone Affluence : 2 515 Arbitrage : Sondors, Līcis |
| 17 février 2018 19h30 | ×1             | Rapport   | ×1 ×5       | Palau Blaugrana, Barcelone Affluence : 2 515 Arbitrage : Sondors, Līcis |

| 17 février 2018 20h00 | RK Zagreb          | 23 - 22 | HBC Nantes         | Arena Zagreb, Zagreb Affluence : 5 273 Arbitrage : Nikolić, Stojković |
| 17 février 2018 20h00 | Domagoj Pavlovic 7 | (12-8)  | Eduardo Gurbindo 5 | Arena Zagreb, Zagreb Affluence : 5 273 Arbitrage : Nikolić, Stojković |
| 17 février 2018 20h00 | ×4 ×3              | Rapport | ×3 ×2              | Arena Zagreb, Zagreb Affluence : 5 273 Arbitrage : Nikolić, Stojković |

| 18 février 2018 17h00 | Vardar Skopje     | 34 - 30   | Pick Szeged  | Centre sportif Yané Sandanski, Skopje Affluence : 5 500 Arbitrage : Baďura, Ondogrecula |
| 18 février 2018 17h00 | Timour Dibirov 11 | (16 - 14) | Ivan Srsen 6 | Centre sportif Yané Sandanski, Skopje Affluence : 5 500 Arbitrage : Baďura, Ondogrecula |
| 18 février 2018 17h00 | ×2 ×1             | Rapport   | ×3           | Centre sportif Yané Sandanski, Skopje Affluence : 5 500 Arbitrage : Baďura, Ondogrecula |

| 18 février 2018 19h00 | Rhein-Neckar Löwen | 32 - 29   | IFK Kristianstad     | Sportzentrum Harres, St. Leon-Rot Affluence : 2 000 Arbitrage : Erdoğan, Özdeniz |
| 18 février 2018 19h00 | 3 joueurs 5        | (16 - 14) | Ólafur Guðmundsson 9 | Sportzentrum Harres, St. Leon-Rot Affluence : 2 000 Arbitrage : Erdoğan, Özdeniz |
| 18 février 2018 19h00 | ×4 ×3 ×1           | Rapport   | ×2 ×7                | Sportzentrum Harres, St. Leon-Rot Affluence : 2 000 Arbitrage : Erdoğan, Özdeniz |

### Journée 13
| 24 février 2018 16h00 | IFK Kristianstad        | 21 - 26  | FC Barcelone | Kristianstad Arena, Kristianstad Affluence : 4 998 Arbitrage : Lah, Sok |
| 24 février 2018 16h00 | Stig Tore Moen Nilsen 6 | (8 - 11) | Dika Mem 5   | Kristianstad Arena, Kristianstad Affluence : 4 998 Arbitrage : Lah, Sok |
| 24 février 2018 16h00 | ×2                      | Rapport  | ×2           | Kristianstad Arena, Kristianstad Affluence : 4 998 Arbitrage : Lah, Sok |

| 24 février 2018 17h30 | SC Pick Szeged   | 30 - 28   | RK Zagreb        | Városi Sportcsarnok, Szeged Affluence : 3 200 Arbitrage : Geipel, Helbig |
| 24 février 2018 17h30 | Mario Šoštarič 9 | (11 - 15) | Zlatko Horvat 12 | Városi Sportcsarnok, Szeged Affluence : 3 200 Arbitrage : Geipel, Helbig |
| 24 février 2018 17h30 | ×1 ×5            | Rapport   | ×1 ×5            | Városi Sportcsarnok, Szeged Affluence : 3 200 Arbitrage : Geipel, Helbig |

| 25 février 2018 19h00 | HBC Nantes         | 27 - 26   | Vardar Skopje | La Trocardière, Rezé Affluence : 4 438 Arbitrage : Eliasson, Palsson |
| 25 février 2018 19h00 | Eduardo Gurbindo 8 | (18 - 12) | 2 joueurs 5   | La Trocardière, Rezé Affluence : 4 438 Arbitrage : Eliasson, Palsson |
| 25 février 2018 19h00 | ×4                 | Rapport   | ×4 ×6         | La Trocardière, Rezé Affluence : 4 438 Arbitrage : Eliasson, Palsson |

| 25 février 2018 19h00 | Wisła Płock        | 27 - 32   | Rhein-Neckar Löwen         | Orlen Arena, Płock Affluence : 4 500 Arbitrage : Pandzic, Mosorinski |
| 25 février 2018 19h00 | Valentin Ghionea 6 | (15 - 14) | Guðjón Valur Sigurðsson 10 | Orlen Arena, Płock Affluence : 4 500 Arbitrage : Pandzic, Mosorinski |
| 25 février 2018 19h00 | ×3 ×2              | Rapport   | ×4 ×2                      | Orlen Arena, Płock Affluence : 4 500 Arbitrage : Pandzic, Mosorinski |

### Journée 14
| 3 mars 2018 17h30 | Rhein-Neckar Löwen | 30 – 30   | HBC Nantes       | Sportzentrum Harres, St. Leon-Rot Affluence : 2 500 Arbitrage : Gousko, Repkin |
| 3 mars 2018 17h30 | Jerry Tollbring 6  | (13 - 15) | Nicolas Claire 7 | Sportzentrum Harres, St. Leon-Rot Affluence : 2 500 Arbitrage : Gousko, Repkin |
| 3 mars 2018 17h30 | ×3 ×1              | Rapport   | ×3 ×1            | Sportzentrum Harres, St. Leon-Rot Affluence : 2 500 Arbitrage : Gousko, Repkin |

| 4 mars 2018 17h00 | Vardar Skopje  | 31 – 31 | Wisła Płock        | Centre sportif Yané Sandanski, Skopje Affluence : 5 000 Arbitrage : Horváth, Marton |
| 4 mars 2018 17h00 | Luka Cindrić 7 | (16–16) | Gilberto Duarte 10 | Centre sportif Yané Sandanski, Skopje Affluence : 5 000 Arbitrage : Horváth, Marton |
| 4 mars 2018 17h00 | ×3 ×5 ×1       | Rapport | ×2 ×5              | Centre sportif Yané Sandanski, Skopje Affluence : 5 000 Arbitrage : Horváth, Marton |

| 4 mars 2018 17h00 | RK Zagreb       | 24 – 27 | IFK Kristianstad | Arena Zagreb, Zagreb Affluence : 5 837 Arbitrage : Covalciuc, Covalciuc |
| 4 mars 2018 17h00 | Zlatko Horvat 8 | (10–10) | Tim Sørensen 9   | Arena Zagreb, Zagreb Affluence : 5 837 Arbitrage : Covalciuc, Covalciuc |
| 4 mars 2018 17h00 | ×3 ×1           | Rapport | ×3               | Arena Zagreb, Zagreb Affluence : 5 837 Arbitrage : Covalciuc, Covalciuc |

| 4 mars 2018 19h15 | FC Barcelone | 28 – 27 | Pick Szeged                 | Palau Blaugrana, Barcelone Affluence : 3 504 Arbitrage : Eliasson, Palsson |
| 4 mars 2018 19h15 | Dika Mem 6   | (16–14) | Stefán Rafn Sigurmannsson 6 | Palau Blaugrana, Barcelone Affluence : 3 504 Arbitrage : Eliasson, Palsson |
| 4 mars 2018 19h15 | ×3 ×4        | Rapport | ×3 ×4                       | Palau Blaugrana, Barcelone Affluence : 3 504 Arbitrage : Eliasson, Palsson |